# 顧希曾
顧希曾（？年—？年），原名治曾，字次魯，江蘇省江甯縣人，監生。厯署四川隆昌、南部、鄰水、彭山、璧山等縣知縣，天全州知州，順慶府知府，誥授中憲大夫，很會審案。

## 生平
- 道光十一年十二月，捐銀捐建書院，交部議敘[4]
- 道光二十七年五月，淮商捐輸海防經費，以通判分發四川補用[5]
- 道光三十年，署理隆昌縣知縣[6]
- 咸豐元年（1851年），署四川鄰水縣知縣[7]
- 咸豐四年（1854年）三月，任南部縣知縣[8]
- 咸豐八年（1858年），署彭山縣知縣[9]
- 璧山縣知縣。
- 天全州知州
- 順慶府知府
- 欽加鹽提舉銜，誥授奉直大夫